# Apocephalus orbiculus
Apocephalus orbiculus är en tvåvingeart som beskrevs av Brown 2000. Apocephalus orbiculus ingår i släktet Apocephalus och familjen puckelflugor. Inga underarter finns listade i Catalogue of Life.